# Gubrist (Berg)

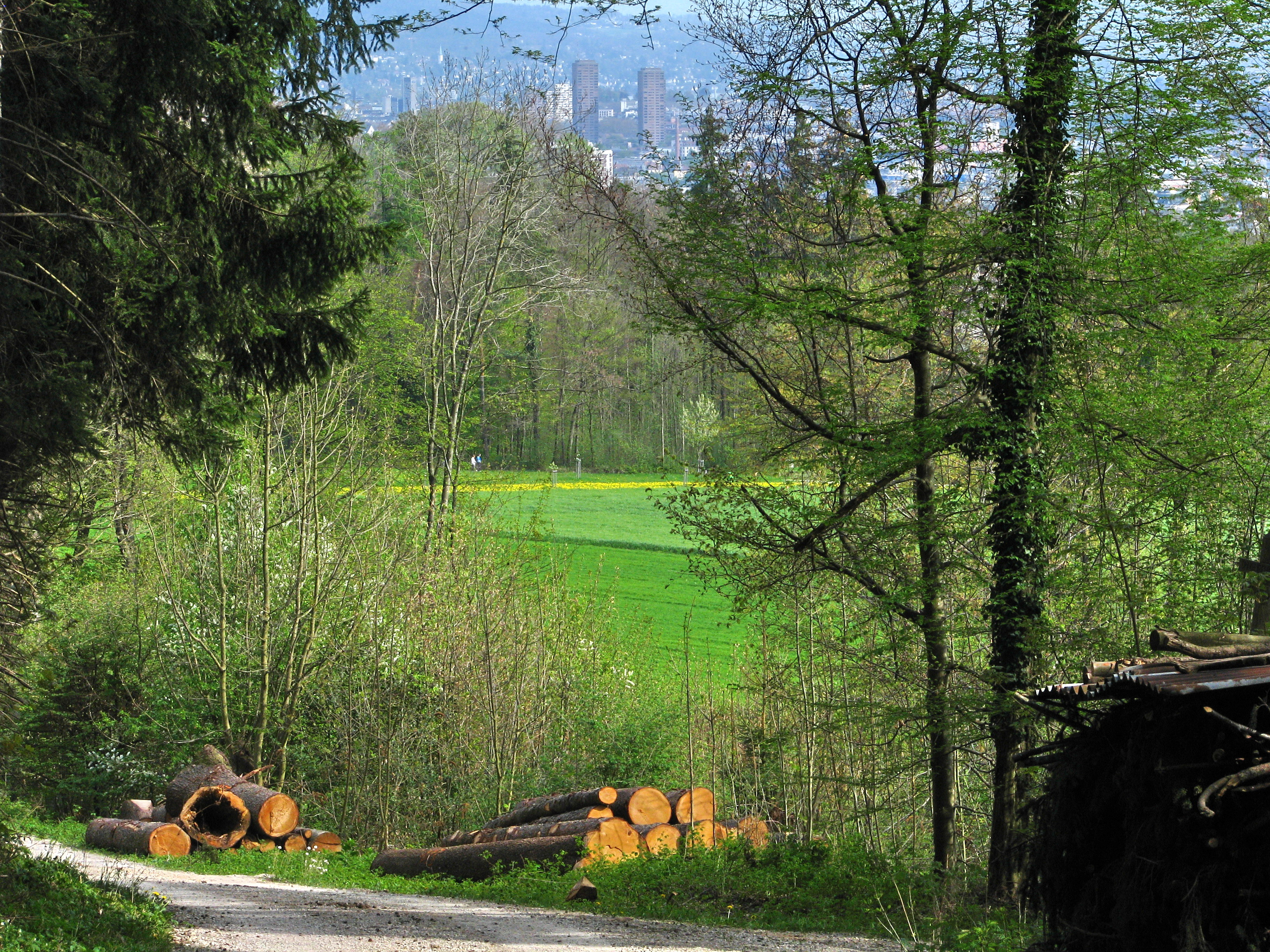
Auf dem Gubrist

Der Gubrist, früher Guberist, ist ein 615 m ü. M. hoher bewaldeter Berg im Kanton Zürich. Der östliche Ausläufer des Altbergs erhebt sich über Regensdorf im Furttal im Norden und Unterengstringen im Limmattal im Süden. Östlich des Gubrists schliessen die Zürcher Hausberge Hönggerberg und Käferberg an.
Die höchste Erhebung des Gubrists liegt auf dem Gemeindegebiet von Regensdorf und stellt deren höchsten Punkt dar. Die Südhänge des Hügels stellen jedoch auch die höchsten Punkte von Oberengstringen und Unterengstringen dar. Teile des Westhangs gehören zur Gemeinde Weiningen.
Nahe dem Zentrum steht der Abluftkamin des Gubristtunnels der A1/A4, der durch den Berg führt. Der Turm ist 32,4 Meter hoch und seine rote Signalleuchte ist bei Dunkelheit aus grosser Entfernung sichtbar. Die Ventilation zur Entlüftung des Tunnels über den Lüftungsschacht ist heute nicht mehr in Betrieb, es wird nur noch im Ereignisfall (z. B. bei einem Brand) Luft über den Abluftkamin ausgestossen.
Über das Tälchen des Folenmoosbachs zwischen Gubrist und Altberg führt der 537 m ü. M. hohe Winiger (Weiningerpass), welcher Weiningen mit Regensdorf verbindet.